# Lea Zahoui Blavo
Lea Zahoui Blavo (sinh ngày 19 tháng 4 năm 1975) là một Judoka người Bờ Biển Ngà. Cô đã tham gia cuộc thi hạng trung nữ tại Thế vận hội Mùa hè 2000.